# Берсене-ле-Айе
Берсене́-ле-Айе́ (фр. Bercenay-le-Hayer) — коммуна во Франции, находится в регионе Шампань — Арденны. Департамент — Об. Входит в состав кантона Марсийи-ле-Айе. Округ коммуны — Ножан-сюр-Сен.
Код INSEE коммуны — 10038.
Коммуна расположена приблизительно в 110 км к юго-востоку от Парижа, в 90 км юго-западнее Шалон-ан-Шампани, в 36 км к западу от Труа.

## Население
Население коммуны на 2008 год составляло 137 человек.
| 1962 | 1968 | 1975 | 1982 | 1990 | 1999 | 2008 |
| ---- | ---- | ---- | ---- | ---- | ---- | ---- |
| 167  | 146  | 137  | 147  | 151  | 135  | 137  |

## Администрация
| Период | Период | Фамилия       | Партия | Примечания |
| ------ | ------ | ------------- | ------ | ---------- |
| 2001   | 2008   | Жак Потье     |        |            |
| 2008   |        | Алексис Потье |        |            |

## Экономика

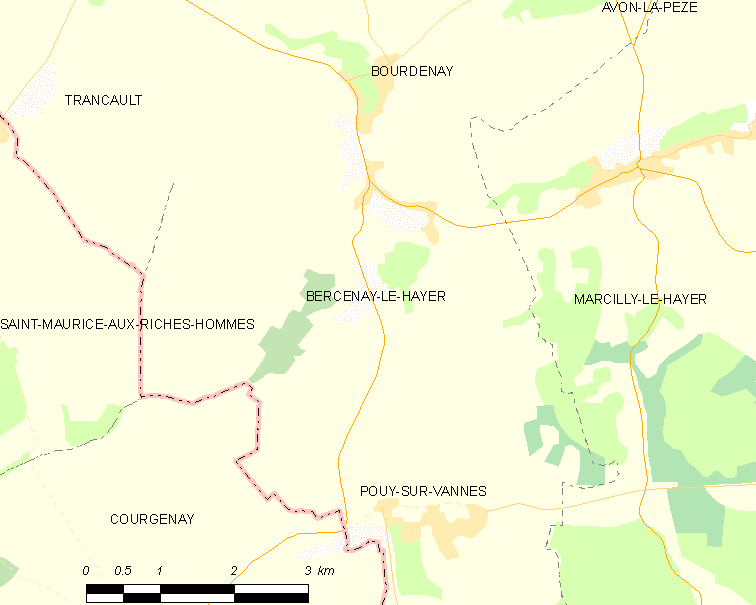
Карта коммуны

В 2007 году среди 99 человек в трудоспособном возрасте (15—64 лет) 77 были активныэкономически активными 22 — неактивными (показатель активности — 77,8 %). Из 77 активных работали 70 человек (39 мужчин и 31 женщина), безработных было 7 (0 мужчин и 7 женщин). Среди 22 неактивных 5 человек были учениками или студентами, 12 — пенсионерами, 5 были неактивными по другим причинам.